# Lở đất Tứ Xuyên 2017
Lở đất Tứ Xuyên năm 2017 là vụ lở đất do mưa lớn xảy ra vào sáng sớm ngày 24 tháng 6 năm 2017 vào khoảng 5 giờ 38 sáng theo giờ địa phương (21:45 ngày 23 tháng 6) tại làng Tân Ma, huyện Mậu tỉnh Tứ Xuyên ở tây nam Trung Quốc Vụ việc đã dẫn tới việc phá hủy 40 ngôi nhà ở làng Tâm Ma (新磨村), nơi có hơn 140 người từ ít nhất 62 gia đình bị chôn vùi. Sạt lở đất cũng làm tắc nghẽn một đoạn sông dài 2 km (1, 2 dặm). Khoảng 8 triệu m3 đá đã bị di dời trong vụ lở đất.
Vụ đất thứ hai trong giờ ban ngày ảnh hưởng đến công việc cứu hộ. Khoảng 500 công nhân cứu hộ đã tham gia vào nỗ lực hồi phục. Ba người cùng một gia đình đã bị kéo ra khỏi đống đổ nát vào buổi tối ngày 24 tháng 6.
Đến 10 giờ sáng giờ địa phương vào ngày 25 tháng 6, 15 người đã được xác định đã chết, và thêm 118 người được liệt kê là mất tích.